# Жванецька облога
Битва під Жванцем, Жванецька облога 1653 року — облога українською армією на чолі з гетьманом Богданом Хмельницьким війська Речі Посполитої під Жванцем (тепер село Кам'янець-Подільського району Хмельницької області) під час національно-визвольної війни українського народу 1648-57 років.

## Передумови
На початку 1653 року війська Речі Посполитої зробили ряд нападів на Гетьманщину, заходячи аж під Чорнобиль, Паволоч і Брацлав. Зокрема, у березні 1653 року 25-тисячне військо на чолі зі Стефаном Чарнецьким і Себастіаном Маховським захопило східні райони Брацлавщини. У жорстокому бою під Монастирищем Іван Богун зупинив ворога. Тим часом Тиміш Хмельницький на чолі з козацьким корпусом пішов походом у Молдову і згодом опинився в облозі у місті Сучаві. Богдан Хмельницький і хан, об'єднавши свої сили, рушили в напрямку до Кам'янця. Тут гетьман отримав звістку про загибель свого сина.
Польський король розмістив своє військо під Кам'янцем в окопах і очікував звістки про падіння Сучави, після якої чекав об'єднання зі своїми союзниками волохами і угорцями. З-під Кам'янця він рушив до Бара. Отримавши звістку про приєднання хана до Хмельницького, король скликав військову раду, яка вирішила відступити в район Жванця, стати там обозом і дочекатися підходу угорських і волоських військ. 28 вересня під містом і замком, між ріками Дністер і Жванчик коронна армія зупинилася табором, який укріплювався ровами і валами. Через Дністер було збудовано міст для отримання продовольства і фуражу з Буковини. Чисельність війська досягала 50000 осіб. Тим часом під Сучавою було укладено перемир'я. Майже двомісячна оборона Сучави продемонструвала правителям Молдови, Валахії і Семигорода залізну стійкість козацької піхоти, завдала серйозних втрат їхнім військам і розвіяла ілюзії щодо можливості легких перемог у боротьбі з Україною. Саме під впливом сучавських подій Ракоці і Георгіце обмежилися відрядженням до Яна Казимира всього відповідно 2 тисяч і 1 тисячі воїнів.

## Облога

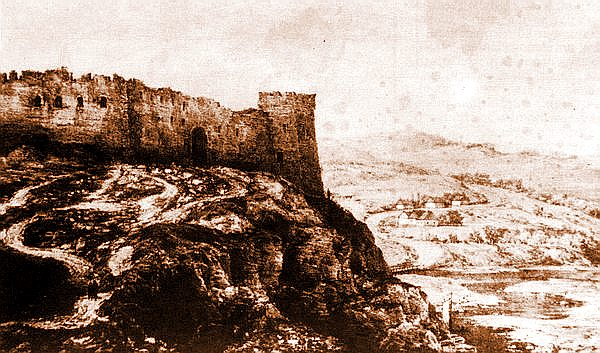
Жванецький замок

Враховуючи складне становище військ Речі Посполитої (гостра нестача продовольства і фуражу, настання холодів, дезертирства), а також ненадійність свого союзника кримського хана, Богдан Хмельницький вирішив, відмовившись від генеральної битви, оточити й блокувати ворога і примусити його капітулювати. Армія Хмельницького налічувала 30-40 тисяч осіб. На кінець жовтня українські і кримські з'єднання міцно блокували військо Речі Посполитої під Жванцем. Були зайняті навколишні подільські містечка. В околицях були розгромлені окремі під'їзди і загони Речі Посполитої. Козацькі загони ходили глибоко в Галичину і на Волинь. Облога тривала понад два місяці. В таборі Речі Посполитої почався голод, спалахнули епідемії.
Побачивши безпорадне становище Яна Казимира, Іслам ІІІ Ґерай намагався не допустити його розгрому. Тим часом надійшли повідомлення про рішення Земського собору Московського царства від 1 жовтня 1653 року щодо протекції над Україною і готовності розпочати війну з Річчю Посполитою. В таких умовах Річ Посполита і Кримський ханат відчувають потребу замирення перед лицем московської загрози. Довга серія двосторонніх переговорів наприкінці листопада — на початку грудня закінчилася укладенням угоди 5(15) грудня 1653 року, згідно з якою Білоцерківська угода скасовувалася і відновлялася дія Зборівської угоди, і польський король зобов'язувався сплатити кримському ханові контрибуцію у розмірі 100 тисяч злотих. Після цього війська розійшлися. Хмельницький вирушив до Переяслава, де 8 січня 1654 року був укладений союзницький договір з Московським царством.